# Samandağ
Samandağ este un oraș, capitala districtului Hatay din Turcia. Orașul se află amplasat la altitudinea de 72 m deasupra n.m. la gura de vărsare a lui Orontes în Marea Mediterană, la 25 km sud-vest de Antakya, în apropiere de granița cu Siria. El ocupă o suprafață de 446 km², în anul 2008 avea 43.528 locuitori cu o densitate de 289 loc/km².

## Monumente
- Mănăstirea Sfântului Simeon de la Muntele Minunat⁠(en)[traduceți], ruine